# Haushaltswissenschaft
Die Haushaltswissenschaft ist eine inter- und transdisziplinäre Wissenschaft, die sich mit der Alltagsversorgung der Menschen unter Einbeziehung entsprechender Fachdisziplinen beschäftigt. Insbesondere wird die Haushaltswissenschaft durch die Sozial-, Wirtschafts- und Technikwissenschaften sowie durch Familien- und Frauenforschung geprägt. Als Teil der Oecotrophologie – Ernährungs- und Haushaltswissenschaften – steht die griechische Bezeichnung „Oikos“ für „das ganze Haus“ und wird übersetzt als „Unterhalten“. „Oikos“ bildet den Wortstamm für Ökologie und Ökonomie, wobei letzteres die Haushaltsführung bzw. die Lehre vom zweckmäßigen Haushalten umfasst.

## Beschreibung
Haushaltswissenschaft, abgeleitet von dem Wortstamm „Oikos“, steht für das erkenntnisleitende Interesse an dem Objektbereich der Daseinsvorsorge der Menschen, dem Lebensunterhalt. Dieser Objektbereich umfasst die Erhaltung und Pflege der Ressourcen (s. die Parallelen zur Bedeutung von Ökologie) sowie die kulturelle Gestaltung des menschlichen Zusammenlebens im Alltag in personaler, sozialer und politischer Verantwortung. Damit verbindet die Haushaltswissenschaft als Humanwissenschaft die unterschiedlichen Fachdisziplinen, insb. der Wirtschafts-, Sozial- und Familienwissenschaft zu einer unterhaltswirtschaftlichen Perspektive. Aus diesem erkenntnisleitenden Interesse heraus hat sich die Haushaltswissenschaft als Wissenschaft in den 60er Jahren in Deutschland an Universitätsstandorten etabliert und ausdifferenziert. Die damals entstandene wissenschaftliche/universitäre Disziplin der „Wirtschaftslehre des Haushalts“ umfasst alle Objekte, die sich als „Haushalt“ ausweisen lassen. Der Begriff Haushalt in der Haushaltswissenschaft meint das Verständnis als „Unterhaltswirtschaft mit der Zwecksetzung der Bedarfsdeckung von Menschen“, basierend auf dem Institutionenverständnis nach Weber und Egner. Diese Bedarfsdeckung in einer Gesellschaft durch Haushalte kann differenziert werden nach Privathaushalten und Großhaushalten. Letztere können im Verlauf der wissenschaftlichen Ausgestaltung in den 1990er Jahren auch als „hauswirtschaftliche Dienstleistungsbetriebe“ oder „Dienstleistungsbetriebe personaler Versorgung“ bezeichnet werden, wie z. B. Altenheime, Betriebsverpflegung und Gemeinschaftsgastronomie, Krankenhäuser etc. Die wissenschaftliche Verbindung wird bezeichnet als „Verbundsystem Wirtschaftslehre des Haushalts“ oder als Versorgungsverbund oder als Versorgungsverbundsystem.
Neben dieser Ausdifferenzierung der Haushaltswissenschaft in „Privat- und Großhaushalte“ hat sich historisch bedingt der Bildungsbereich parallel an pädagogischen Standorten (s. Kap. Studium und Standorte) entwickelt (s. dazu das Stichwort „Entwicklung der Lehrerbildung bei v. Schweitzer“). Basis der haushaltsbezogenen Bildung an allgemeinbildenden Schulen ist die Wirtschaftslehre des Privathaushalts, während die Basis für die Berufliche Bildung im Berufsfeld Ernährung und Hauswirtschaft je nach Berufsfeld beide „Linien“ – Privat- und Großhaushalt – umfasst.
Das Forschungsfeld der Haushaltswissenschaft umfasst:
1. die theoretischen Kernfächer der Oecotrophologie als Humanwissenschaft mit den Privat- und Großhaushalten als Kernbereiche der Haushaltswissenschaft mit der Aufgabe der nachhaltigen Sicherung der alltäglichen Daseinsvorsorge auch in Verbindung mit Konsum- und Verbrauchsforschung sowie Lebenslagenforschung;
2. die Verbindung der o. g. Kernfächer mit „Technologien“ der Daseinsvorsorge, um Kooperationen in Lehre und Forschung im Sinne der angewandten Wissenschaften zu suchen/herzustellen. Hierzu zählen z. B. die Technologiebereiche der Daseinsvorsorge wie die Ernährung im Versorgungsverbund, die Wohnökologie oder Haushaltstechnik;
3. das Verständnis von Daseinsvorsorge als lebensnotwendige Alltagsaufgabe mit einer „fundamentalen, nachhaltigen Bedeutsamkeit für das Zusammenleben der Generationen und Geschlechter im Alltag sowie der Bildung von Alltagskulturen im Umgang mit anderen und zunächst fremden Kulturen“[3].

## Geschichte der Haushaltswissenschaft
Die Entstehungsgeschichte der Haushaltswissenschaft sowie die Ausgestaltung der Studiengänge in diesem Bereich sind im Kontext der historischen und institutionellen Bedingungen zu betrachten,.
In Deutschland wurden die ersten universitären Studiengänge in den 1960er Jahren eingerichtet. Anlass war, dass in den Lehrerbildungsgesetzen der Länder eine wissenschaftliche Ausbildung für Lehrerinnen und Lehrer für die ländlich-hauswirtschaftlichen Berufs-, Berufsfach- und Fachschulen vorgeschrieben wurde.
Haushaltswissenschaft wurde und wird vorrangig in den Studiengängen der Haushalts- und Ernährungswissenschaften/Oecotrophologie integriert angeboten. Der erste Studiengang Haushalts- und Ernährungswissenschaften entstand 1962 an der Justus-Liebig-Universität Gießen an der Landwirtschaftlichen Fakultät, wo zwei Jahre später das Institut für Wirtschaftslehre des Haushalts und Verbrauchsforschung unter der Leitung von Helga Schmucker eingerichtet wurde. 1965 wurde der Begriff „Oecotrophologe/Oecotrophologin für Absolventen der Haushalts- und Ernährungswissenschaften“ eingeführt.
Die Wissenschaft vom Haushalt ist in Deutschland damit sehr viel später entstanden als z. B. in den USA, wo an den Land-Grant Universities die „Home Economics“ bereits Ende des 19. Jahrhunderts aufgebaut wurden. Auch die inhaltliche Ausgestaltung der Studiengänge ist – geschichtlich geprägt – in Deutschland eine andere als in den USA. Dort wurden die Home Economics als Disziplin des „Every Day Life“ entwickelt, die einem Forschungsbedarf nachkam, „der der praktischen Lebensbewältigung der Siedlerfamilien und der Immigranten aus Europa und anderen Kontinenten diente“. Auch in Deutschland hatte in den 1920er Jahren parallel zu den Entwicklungen in den Vereinigten Staaten bereits eine stärker wissenschaftliche Beschäftigung mit dem privaten Haushalt stattgefunden, die ebenfalls anwendungsorientiert war. Ein Beispiel ist das 1926 aufgebaute Institut für Hauswirtschaftswissenschaft an der Deutschen Akademie für soziale und pädagogische Frauenarbeit in Berlin.
Die Entstehung der Haushaltswissenschaften und der Studiengänge der Haushalts- und Ernährungswissenschaften ist in Deutschland auf die 1960er Jahre im Zusammenhang veränderter Lehrerbildungsgesetze für Lehrkräfte des landwirtschaftlichen und ländlich hauswirtschaftlichen Berufs- und Fachschulwesen zu datieren. Diese wurden in Gießen, wie auch später in Bonn, Kiel, München-Weihenstephan und Stuttgart-Hohenheim im Rahmen der landwirtschaftlichen Fakultäten aufgebaut. „Die universitären Diplomstudiengänge der Haushalts- und Ernährungswissenschaft in der Bundesrepublik erwuchsen folglich nicht aus der Tradition eines höheren hauswirtschaftlichen Frauenbildungswesens – wie es für fast alle Länder der Welt mit entsprechenden Studiengängen typisch ist –, sondern sie entstanden auf der Basis des Fächerkanons landwirtschaftlicher Fakultäten und deren Verständnis von einem haushalts- und ernährungswissenschaftlichen Studienangebot“. Gegenüber der anwendungsbezogenen Ausrichtung der Home Economics in den USA, lagen die Schwerpunkte an den landwirtschaftlichen Fakultäten in Deutschland in den ersten Jahren auf Betriebswirtschaft und Natur- sowie Technikwissenschaft. Bereits ab den 1970er Jahren wurde der Blick geweitet und bei Betrachtung privater Haushalte ein ganzheitliches Konzept zugrunde gelegt, wie es der Begriff der »Oecotrophologie« beinhaltet. Nach der ersten Phase der Ausdehnung an den unterschiedlichen Universitätsstandorten und teilweise an den Fachhochschulen in verschiedene Richtungen wie Haushalts- und Konsumökonomik, Haushaltstechnik, Verbraucher- sowie Verbrauchsforschung, haushaltsbezogene Bildung und Beratung folgte im Rahmen des Bologna-Prozesses ab ca. 2002 eine weitere Phase der Ausdifferenzierung, verbunden mit der Umstellung auf Bachelor- und Masterstudiengänge. Dabei verschwanden einerseits die Kernthemen der Haushaltswissenschaften, wie die Wirtschaftslehre des Privat- und Großhaushalts, aus den Profilen der Studiengänge bzw. wurden anders etikettiert. Andererseits fand die Ausweitung der Angebote an den staatlichen (Fach)Hochschulen / Hochschulen für angewandte Wissenschaften sowie auch an privaten Hochschulen statt. Das gleiche Bild zeigt sich für die allgemeine und berufliche Bildung, hier in der beruflichen Fachrichtung „Ernährung und Hauswirtschaft“. Die aktuellen Standorte der Haushaltswissenschaft in Deutschland zeigt sich in der Kartierung der sogenannten „Kleinen Fächer“, wozu auch die Haushaltswissenschaft gezählt wird.
Die derzeitigen Forschungsfelder der Haushaltswissenschaft orientieren sich an den Ausrichtungen der Professuren bzw. der jeweiligen Standorte. Als gemeinsames Merkmal lässt sich festhalten, dass insbesondere die Themen Nachhaltigkeit und Klimawandel an allen Standorten in Forschung und Lehre intensiv eingebunden werden, da die Transformation in die alltägliche Daseinsvorsorge sowie in die Betriebe im Versorgungsverbund, in die Unternehmen und die Politik die zentrale Herausforderung in der nahen Zukunft darstellt. Entsprechend herausfordernd und vielfältig stellen sich auch die aktuellen Arbeitsfelder für Haushaltswissenschaftler dar.

## Studium und Standorte
Die Haushaltswissenschaft ist an wenigen deutschsprachigen Hochschulen (z. B. Bonn, Gießen, Kiel, Hohenheim, Fulda, Osnabrück Münster, Albstadt-Sigmaringen) etabliert, das Studium ist meist im Rahmen der Haushalts- und Ernährungswissenschaften (Ökotrophologie/Oecotrophologie) sowie innerhalb diverser Lehramtsstudiengänge möglich.
Darüber hinaus sind die Inhalte der Haushaltswissenschaft in der Lehramtsausbildung zu finden. Zum Beispiel bietet die Universität Paderborn das Lehramt für Haupt-, Real-, und Gesamtschulen mit dem Fach Hauswirtschaft (Ernährung, Gesundheit, Konsum) sowie das Lehramt an Berufskollegs mit der beruflichen Fachrichtung Ernährungs- und Hauswirtschaftswissenschaften an.
Aktuell (März 2023) werden haushaltswissenschaftliche Inhalte an 19 Standorten mit 17 Professuren gelehrt.
1. Hochschule Albstadt-Sigmaringen
2. Technische Universität Berlin
3. Technische Universität Dresden
4. Europa-Universität Flensburg
5. Pädagogische Hochschule Freiburg
6. Justus-Liebig-Universität Gießen
7. Pädagogische Hochschule Heidelberg
8. Pädagogische Hochschule Karlsruhe
9. Christian-Albrechts-Universität zu Kiel
10. Universität Koblenz
11. Universität Paderborn
12. Pädagogische Hochschule Schwäbisch Gmünd
13. Universität Hohenheim
14. Pädagogische Hochschule Weingarten
15. HS Fulda
16. FH Münster
17. HS Niederrhein
18. HS Osnabrück
19. HAW Hamburg

## Arbeitsfelder
Absolventen mit haushaltswissenschaftlichem Schwerpunkt steht ein Arbeitsmarkt mit großem Wachstumspotenzial offen. Aufgrund der demografischer Veränderungen, des Wandels von der Industrie- zur Dienstleistungsgesellschaft, des Klimawandels und der nachhaltigen Entwicklung steigt die Nachfrage nach haushaltsbezogenen Kompetenzen für die unterschiedlichen Zielgruppen in unterschiedlichen Lebenslagen, für Dienstleistungsbetriebe und Unternehmen im Versorgungsverbund sowie für politische und gesellschaftliche Akteure auf Bund-, Länder- und kommunaler Ebene bei Bildung und Beratung.
Der Berufsverband Oecotrophologie e. V. beschreibt die Arbeitsfelder für Oecotrophologen (Haushaltswissenschaft als Teil der Oecotrophologie).

## Zeitschriften
- Haushalt in Bildung und Forschung (HiBiFo)
- Hauswirtschaft und Wissenschaft (HuW)
- International Journal of Home Economics (IJHE)
- Journal of Family Research (JFR)
- Family and Consumer Sciences (FCS)